# Roercenter
Het Roercenter is een winkelpassage die in 2003 in Roermond werd in geopend. Het winkelcentrum bevat naast winkels, een parkeergarage van Q-Park en 28 appartementen.
Het oorspronkelijke plan bestond uit een grote parkeergarage om de parkeergelegenheid in Roermond uit te breiden. Begin jaren 90 werd het plan echter tegengehouden omdat het gebied een monumentale status had; sommige gebouwen mochten daarom niet gesloopt worden. Later ontstond een nieuw plan, waarbij de parkeergarage een kleinere omvang kreeg (ongeveer 400 plaatsen) en er een winkelpassage aan werd toegevoegd. De monumentale panden werden in het plan verwerkt en kregen winkel- en horecafuncties.
Op 3 september 2003 werd de winkelpassage geopend voor publiek. De Neerstraat waaraan het complex onder andere grenst werd autoluw gemaakt en veranderd in voetgangersgebied.